# Cuneisigna rivulata
Cuneisigna rivulata är en fjärilsart som beskrevs av George Francis Hampson 1902. Cuneisigna rivulata ingår i släktet Cuneisigna och familjen nattflyn. Inga underarter finns listade i Catalogue of Life.